# لطف الله المهندس
لطف الله المهندس عالم رياضيات ومؤرخ من عصر مغول الهند. 

## سيرة
كان الابن الثاني للمهندس المعماري الأستاذ أحمد لاهوري وشقيق عطا الله رشيدي. يتناول كتابه ديوان المهندس الإنجازات الفنية والمعمارية لوالده.  كان أيضًا عالم رياضيات مشهورًا، وله أطروحة عملية عن الأشكال الهندسية.   كما شارك في الهندسة المعمارية وأكمل مشاريع في ماندو وبيشوار بالإضافة إلى العديد من اللجان لدارا شيكوه . 